# Confidenze
Confidenze è una rivista settimanale diretta al pubblico femminile. Nasce nel 1946 col nome Confidenze di Liala, sotto la direzione della popolare scrittrice dell'epoca Amalia Cambiasi detta Liala. Dal 1950, sotto la direzione di Paolo Emilio D'emilio, prende il nome di Confidenze. La rivista è stata pubblicata dalla Mondadori Editore dal 1946 al 2019.

## Storia

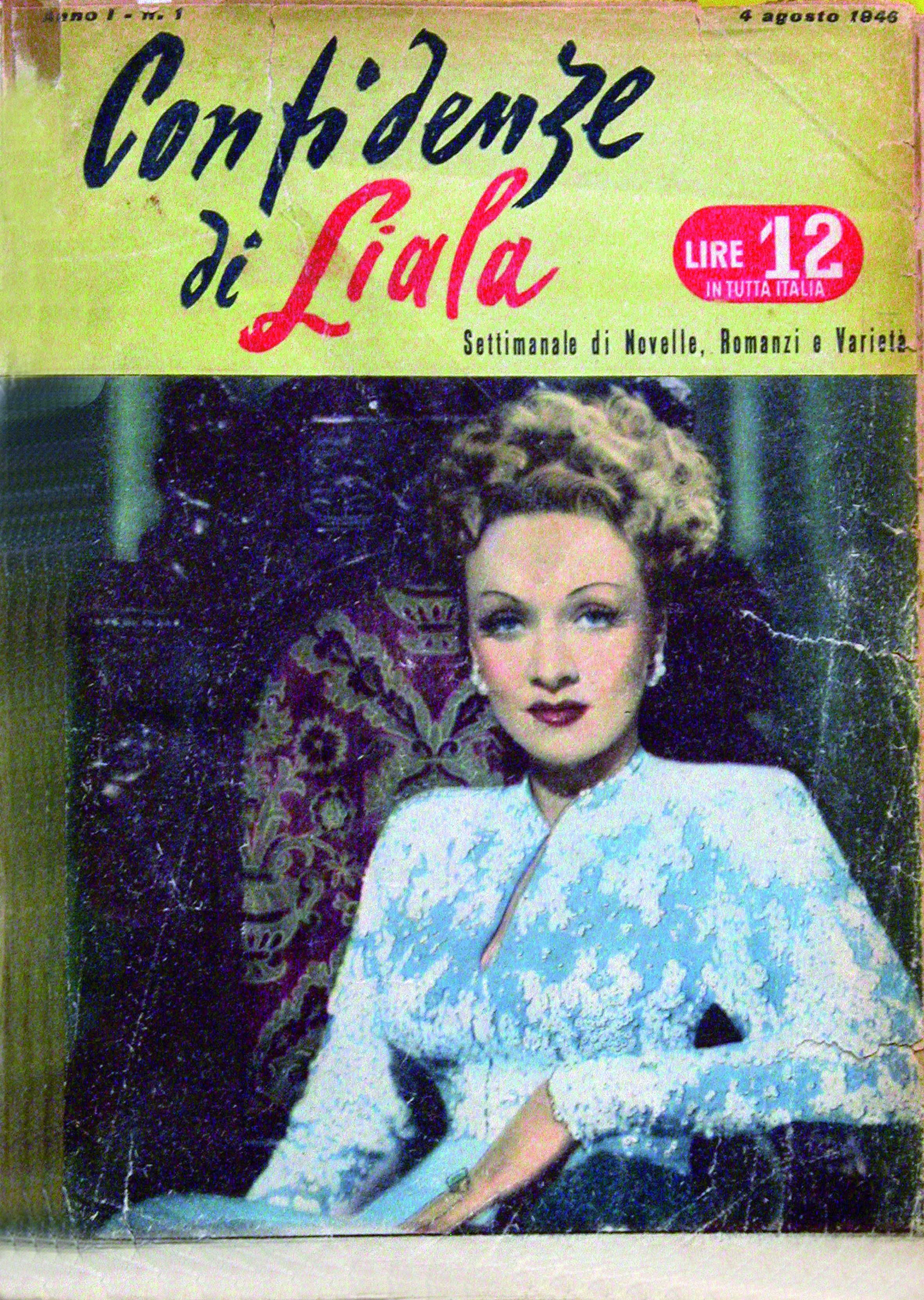
Copertina del primo numero di Confidenze (4 agosto 1946). La foto ritrae Marlene Dietrich.

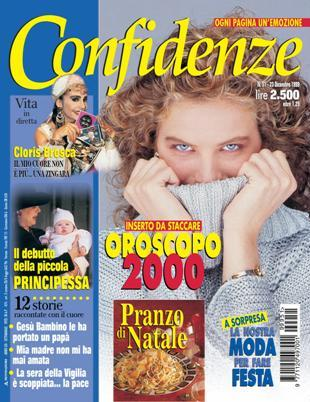
Copertina di Confidenze del 23 dicembre 1999

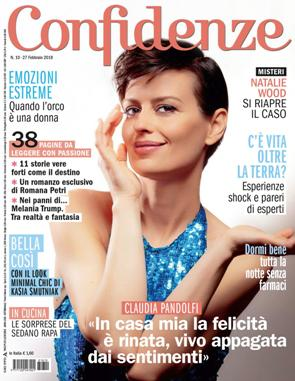
Copertina di Confidenze, 27 febbraio 2018

La rivista Confidenze di Liala nasce nel 1946 con un terzo della proprietà sotto il controllo appunto della scrittrice Liala, al secolo Amalia Cambiasi, di grande popolarità presso il pubblico femminile per i suoi romanzi sentimentali. Parte che verrà venduta nel 1948 per una cifra superiore a 2 milioni di lire. Nel 1950 la direzione passa nelle mani di Emilio d'Emilio che provvede a cambiarne il nome in Confidenze. Il pubblico cui si rivolgeva la rivista era quello popolare.
Nel trentennio successivo si susseguono alla direzione Furio Lettich, Pier Boselli, Antonio Baroni e Aldo Cimarelli. Negli anni settanta la tiratura era di 570 000 copie.
Nel luglio del 1992 la direzione è affidata a Edvige Bernasconi, seguita nel 1993 da Fiorenza Vallino. Giordana Masotto, alla guida dal 1995, tenta di attualizzare la rivista con l'obiettivo di mirare a un target più fresco e giovanile. Dal novembre del 2000 la rivista Confidenze è sotto la direzione di Laura Pavese che lo arricchisce inserendo una rubrica di 12 pagine inerenti alla casa. Nel 2002 sotto la direzione di Laura Pavese la rivista è arricchita ulteriormente con rubriche dove sono gli esperti a parlare e rispondere alle domande delle lettrici. Dal 7 aprile 2009 alla direzione troviamo la coppia direttrice-vicedirettrice, già al comando della rivista Donna Moderna, Patrizia Avoledo e Cipriana dall'Orto. Nel febbraio del 2013 prende le redini di Confidenze la neo direttrice di Donna Moderna Annalisa Monfreda. Dal febbraio 2015 la direzione passa sotto al controllo di Susanna Barbaglia che avvicina la rivista e le lettrici al mondo web.
Il 2016 fu l'anniversario dei 70 anni della rivista , che festeggio la ricorrenza con una pubblicazione speciale messa in vendita il 23 novembre.
A marzo 2018 Susanna Barbaglia cede il posto ad Angelina Spinoni. Nell'agosto successivo la rivista lancia “ConfyLab”, un’iniziativa speciale dedicata alle lettrici, e che permette a quest'ultime di diventare scrittrici, con i loro articoli nell'edizione successiva.
Nel dicembre 2019 la rivista viene ceduta alla società editrice del quotidiano La Verità di Maurizio Belpietro, che costituisce una nuova società, «Stile Italia Edizioni» (75% La Verità Srl, 25% Mondadori) per la pubblicazione del periodico.

## Diffusione
Nel 2018 la rivista ha diffusione pari a 51 758 copie.

## Direttori
- Amalia Cambiasi (dal 1946)
- Paolo Emilio d'Emilio (dal 1950)
- Furio Lettich
- Pier Boselli
- Antonio Baroni
- Aldo Cimarelli
- Edvige Bernasconi (dal 1992)
- Fiorenza Vallino (dal 1993)
- Giordana Masotto (dal 1995)
- Laura Pavese (dal 2000)
- Patrizia Avoledo (dal 2009)
- Annalisa Monfreda (dal 2013)
- Susanna Barbaglia (dal 2015)
- Angelina Spinoni (dal 2018)

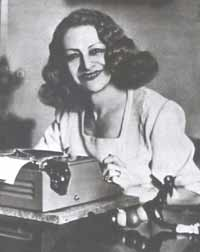
Amalia Cambiasi (Liala)
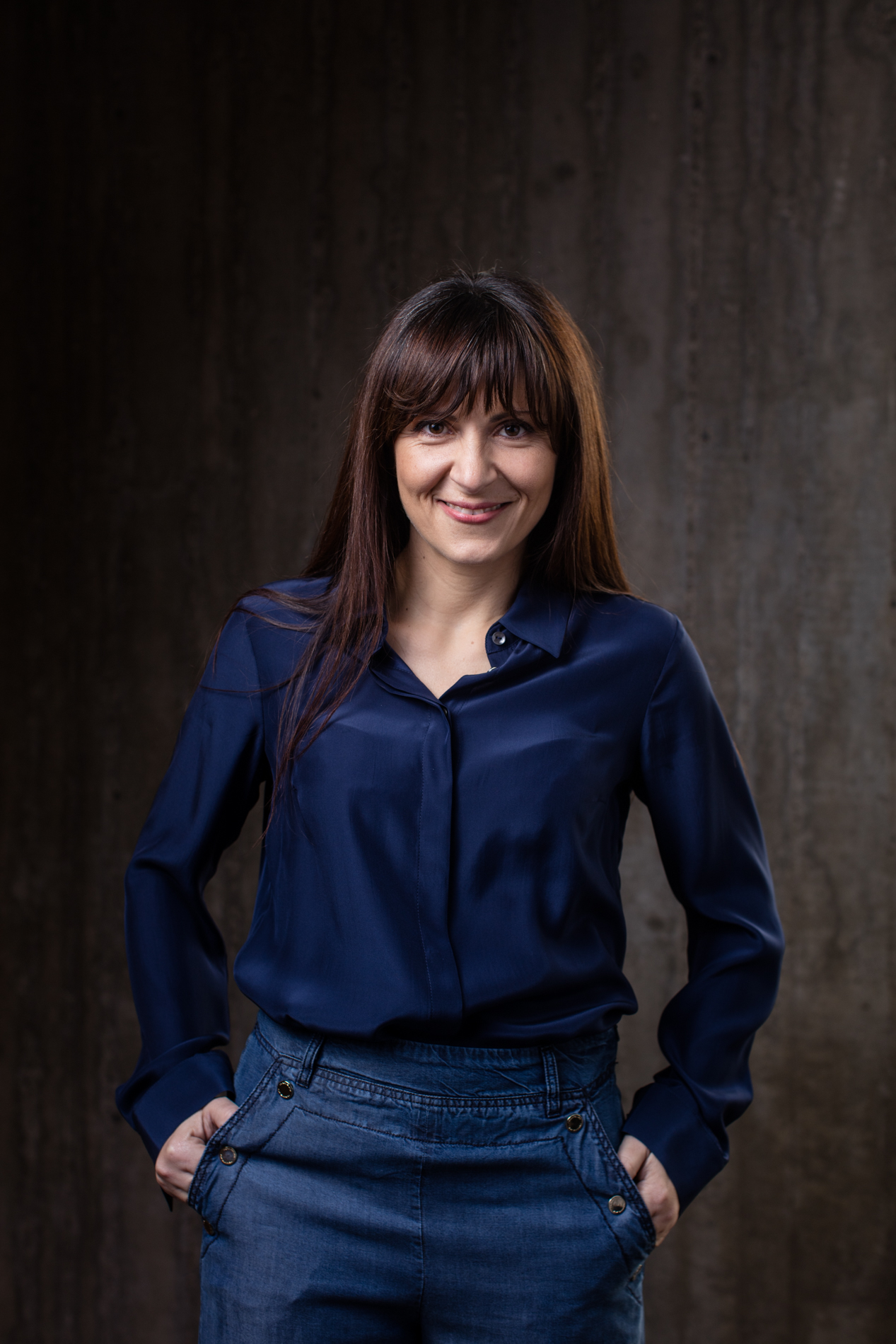
Annalisa Monfreda